# أغريوبس
أغريوبس (بالإنجليزية: Agriopas)‏ كان كاتبًا في اليونان القديمة ذكره بليني الأكبر. كان مؤلفًا يسجل ويرصد الفائزين في الأولمبياد، يُدعى أولمبيونيكا. تاريخه الدقيق غير معروف. استشهد في كتاباته بأساطير المستذئبين.